# Saul Metzstein
Saul Metzstein (Glasgow, 30 dicembre 1970) è un regista britannico, candidato al Premio Emmy per la migliore regia in una serie drammatica per Slow Horses.

## Biografia
Saul Metzstein è nato nel 1970 a Glasgow, in Scozia. È figlio dell'architetto modernista tedesco di origine polacca Isi Metzstein e di Danielle Kahn. Ha studiato architettura al Robinson College di Cambridge prima di lavorare alla produzione di alcuni film, come Piccoli omicidi tra amici e Trainspotting di Danny Boyle e Small Faces di Gillies MacKinnon. Nel 2001 ha diretto il film Late Night Shopping. In seguito, ha diretto degli episodi di Su e giù per le scale,Doctor Who, The Musketeers e Ripper Street. Dal 2023 lavora alla regia della serie Slow Horses con Gary Oldman, che gli ha valso la candidatura al Premio Emmy per la migliore regia in una serie drammatica. 

## Filmografia

### Regista

#### Cinema
- The Name of This Film Is Dogme95 (2000)
- Last Night Shopping (2001)
- Guy X (2005)

#### Televisione
- James Stewart: The Last of the Good Guy - film TV (1997)
- I Shouldn't Be Alive - serie TV, episodio 1x12 (2006)
- Micro Men - film TV (2009)
- Su e giù per le scale (Upstairs, Downstairs) - serie TV, episodio 1x03 (2010)
- Pond Life - miniserie TV, 5 episodi (2012)
- Doctor Who - serie TV, 5 episodi (2012-2013)
- The Musketeers - serie TV, 2 episodi (2014)
- Il nostro zoo (Our Zoo) - miniserie TV, episodio 1x06 (2016)
- Ripper Street - serie TV, 2 episodi (2014)
- You, Me and the Apocalypse - miniserie TV, 5 episodi (2015)
- Living the Dream - serie TV, 6 episodi (2017-2019)
- Brassic - serie TV, 3 episodi (2020)
- Slow Horses - serie TV, 6 episodi (2023-in corso)

#### Cortometraggi
- Santa/Claws (1997)
- Magic Moment (1997)

### Sceneggiatore
- Santa/Claws, regia di Saul Metzstein (1997)

### Direttore della fotografia
- The Name of This Film Is Dogme95, regia di Saul Metzstein (2000)

## Riconoscimenti
- Premio Emmy
  - 2024 - Candidatura alla migliore regia in una serie drammatica per Slow Horses